# For the Last Edition
For the Last Edition est un film muet américain réalisé par Fred Kelsey et sorti en 1914.

## Fiche technique
- Réalisation : Fred Kelsey
- Date de sortie : États-Unis : 22 août 1914

## Distribution
- Bob Burns
- Irene Hunt